# Paul Jorion

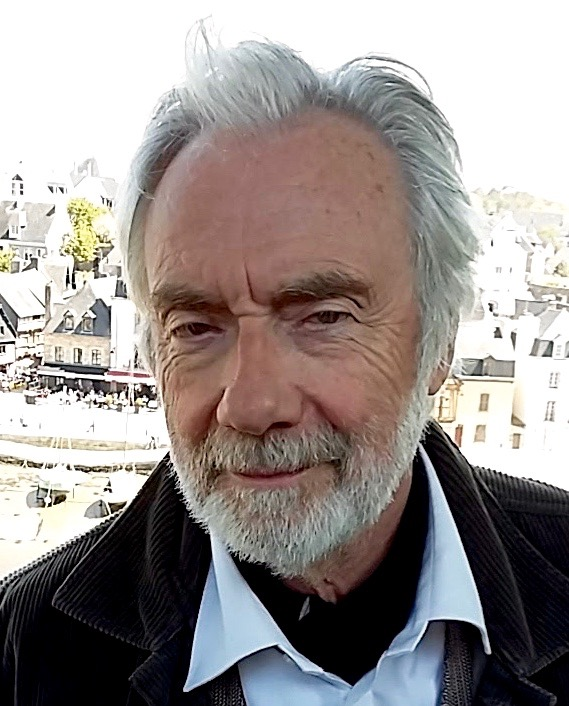
Paul Jorion (2018)

Paul Jean Maurice Jorion (* 22. Juli 1946 in Brüssel-Ixelles) ist ein belgischer Anthropologe, Finanzexperte, Publizist, Kolumnist und außerordentlicher Professor an der Katholischen Universität Lille. Er wurde durch die Weltfinanzkrise ab 2007 bekannt, weil er schon zuvor die Probleme der mortgage-backed securities und ihre Folgen hatte kommen sehen.

## Herkunft und Schulbildung
Paul Jorion wurde am 22. Juni 1946 in Ixelles geboren. Sein Vater Edmond Jorion, ein Wallone aus Charleroi, war ein hoher Beamter, der unter anderem Rechtswissenschaft an der Université libre de Bruxelles lehrte. Seine Mutter stammte aus den Niederlanden. Paul Jorion erlangte an einem belgischen Gymnasium die Hochschulreife. Ein schulischer Schwerpunkt war Mathematik.

## Studium, Promotion und akademische Tätigkeiten
Jorion hat an der Université libre de Bruxelles Abschlüsse in Soziologie und Sozialanthropologie gemacht. Seine Magisterarbeit befasste sich 1968 mit der Provo-Bewegung in Amsterdam, seine Dissertation behandelte die Küstenfischerei in der Bretagne. Während seines Studiums in Brüssel besuchte er auch Veranstaltungen des Philosophen Chaim Perelman und des Historikers Jean Stengers.
Sein Promotionsvorhaben führte ihn zunächst nach Paris. Dort besuchte er an der École pratique des hautes études von Georges-Théophile Guilbaud angebotene Mathematik-Veranstaltungen für Sozialwissenschaftler; Guilbaud war ein Vorreiter der Verbreitung und Anwendung mathematischer Methoden und Techniken im Bereich der Humanwissenschaften. Außerdem belegte Jorion am Collège de France Seminare von Claude Lévi-Strauss und Kurse von Jacques Lacan an der Sorbonne. Vorlesungen von Lacan hörte er 1972 auch an der Université catholique de Louvain.
Von Februar 1973 bis Mai 1974 machte er im Auftrag des belgischen Fonds de la recherche scientifique Feldstudien auf der bretonischen Île-d’Houat am Eingang des Golf von Morbihan. Er lebte als teilnehmender Beobachter mit den örtlichen Fischern zusammen und studierte ihre Arbeit, ihr System der Fischereiwirtschaft und ihre Formen der Wissensvermittlung. Seine Erkenntnisse führte er in seiner Doktorarbeit zusammen, die er 1977 an der Université libre de Bruxelles verteidigte. Eine überarbeitete Fassung der Dissertation wurde 1983 unter demselben Titel veröffentlicht. Von 1974 bis 1976 sowie von 1978 bis 1979 war er als Stipendiat der Wiener – Anspach Foundation in der University of Cambridge eingeschrieben. Die Soziologin Geneviève Delbos forschte parallel in der Aquakultur und der Meersalzgewinnung. 1984 veröffentlichten sie, basierend auf ihren früheren Forschungen zu Leben und Arbeit an der bretonischen Küste, gemeinsam Studien über die Weitergabe von empirischem Wissen sowie von wissenschaftlichen Erkenntnissen an die nächste Generation. Später kam Paul Jorion noch einmal auf seinen Forschungsgegenstand, die Insel Houat, zurück und zeigte in einer vom französischen Kulturministerium beauftragten Studie, dass die örtlichen Preisbildungsprozesse nicht mit den Werkzeugen der etablierten Wirtschaftswissenschaft erklärt werden können.
Nach der Promotion lehrte Jorion als Juniorprofessor Sozialanthropologie an den Universitäten von Brüssel (1977–79) und Cambridge (1979–1984).
In Zusammenarbeit mit Edmund Leach und zwei Mathematikerinnen befasste er sich zudem mit Verwandtschaftsalgebra, also der Untersuchung von menschlichen Verwandtschaftsbeziehungen mit Methoden und Begriffen der Algebra. Zu diesem Zweck entwickelte er eine Variante eines dualen Graphen, die von Elaine Lally als P-Graph formalisiert wurde. Unter Anwendung einer von Guilbaud erdachten Technik entwickelte Jorion dank eines Stipendiums der Nuffield Foundation die automatisierte Analyse von Genealogien. Mit dieser Software löste er mit Gisèle de Meur und Trudeke Vuyk die Fälle der Murngin und der Pende. 1992 führte Jorion die Studien auf diesem Gebiet mit dem Sozialanthropologen Douglas R. White an der University of California, Irvine fort. Er beschäftigte sich ferner mit Mathematik, Physik und der Geschichte dieser Fächer, da er beabsichtigte, in Cambridge eine weitere, von Edmund Leach betreute Qualifikationsschrift abzufassen, die sich mit der Geschichte der Anthropologie aus erkenntnistheoretischer Perspektive befassen sollte. Im Mittelpunkt sollte Bronisław Malinowski stehen.  Dieses Vorhaben zum Gründervater der britischen Sozialanthropologie zerschlug sich letztendlich.
Er bekam keine Festanstellung als ordentlicher Professor, da im Zuge der betont konservativen Wissenschaftspolitik unter Margaret Thatcher besonders im Bereich der Human- und Gesellschaftswissenschaften mehr und mehr Budgets gekürzt und Stellen gestrichen wurden. Für 1987/1988 bot ihm Jacques-Alain Miller, Schwiegersohn von Lacan, eine befristete Stelle in der psychoanalytischen Abteilung der Universität Paris VIII an. Von 1987 bis 1991 absolvierte er eine Psychoanalyse-Ausbildung bei Philippe Julien, einem Freud- und Lacan-Kenner. 1997 hielt er als Regents' Lecturer Vorlesungen an der University of California, Irvine. Ab 2004 war er Mitglied des fakultätsübergreifenden Programms Human Complex Systems der University of California, Los Angeles. Von 2012 bis 2015 war er Inhaber des neu eingerichteten Lehrstuhls Stewardship of Finance (→ Ethisches Investment) an der Vrije Universiteit Brussel. Seine Antrittsvorlesung erschien als Buch. Auf die vorzeitige Kündigung durch die Universität folgte ein Rechtsstreit.
Seit März 2016 ist er außerordentlicher Professor der Katholischen Universität Lille im Forschungsbereich ETHICS (Ethics on experiment, Transhumanism, Human Interactions, Care & Society). 2021/2022 wurden seine anthropologischen Arbeiten in einer Retrospektive auf dem YouTube-Kanal Les possédés et leurs mondes (Die Besessenen und ihre Welten) behandelt.

## Tätigkeiten in der Entwicklungszusammenarbeit
Jorion war von 1984 bis 1987 für die Ernährungs- und Landwirtschaftsorganisation der Vereinten Nationen (FAO) an Entwicklungsprojekten in Afrika beteiligt. Für diese Organisation besuchte er Küstenländer in West- und Zentralafrika wie Benin, Liberia, Sierra Leone, Ghana, Togo und die Volksrepublik Kongo.
Inhaltlich ging es vor allem um Fragen der Fischerei. Den Projektvorgaben der FAO stand er dabei kritisch gegenüber.

## Aktivitäten in den Bereichen künstliche Intelligenz und Psychoanalyse
Jorion war von 1987 bis 1990 Forscher im Bereich künstliche Intelligenz (KI). Er war Mitarbeiter des Laboratoire d'informatique pour les sciences humaines (LISH) der Fondation Maison des Sciences de l’Homme in Paris und bei Connex, der KI-Arbeitsgruppe von British Telecom. Für diese entwickelte er die Software Anella (Associative Network with Emergent Logical and Learning Abilities), ein assoziatives Netzwerk mit emergenten logischen und lernenden Fähigkeiten. In diesem Zusammenhang definierte er den P-Graphen, eine originelle Art des Duals eines Graphen, und betonte, dass der P-Graph ein plausibles Modell für die Architektur eines biologischen neuronalen Netzes darstelle. Auf diese Weise betonte er, wie fruchtbar das von Freud erstellte theoretische Modell für die künstliche Intelligenz sei. Anella war wahrhaftig „inspiriert von der Freud’schen Metapsychologie“.
Als Jorion 2021 erneut darauf angesprochen wurde, weil das Interesse an Freuds Modell in der Künstlichen Intelligenz auflebte, nahm er seine Arbeit daran wieder auf. Gemeinsam mit Manuel Guérin gründete er 2022 Pribor, ein Start-up-Unternehmen, das sich in Anellas Nachfolge der Entwicklung von Self-Aware Machines (SAM) widmet, einer KI, die sich ihrer Einzigartigkeit bewusst sein soll.
2024, ein Jahr nach dem Rollout von ChatGPT, veröffentlichte Jorion sein Buch L’avènement de la Singularité. Die menschliche Intelligenz, so stellt er fest, werde von der maschinellen überholt. Daraus ergebe sich eine Wissensexplosion. Er behauptet, die großen Sprachmodelle hätten zwar noch kein Bewusstsein, dies sei aber nur noch eine Frage von Wochen oder Monaten. Daraus würden sich wichtige Konsequenzen für die Technologie, die Wissenschaftsgeschichte, aber auch für die Theologie ergeben, da die Menschen stets verkündet haben, nur göttliche Geschöpfe könnten sie an Intelligenz übertreffen.

## Arbeit im Bank- und Finanzwesen
Auf Ersuchen von Laure Adler machte Jorion Künstliche Intelligenz zum Gegenstand von vier Radiosendungen in den Nuits magnétiques, einem Radio-Wortprogramm von France Culture. Sie wurden im November 1988 ausgestrahlt und im Sommer 1989 wiederholt. Jean-François Casanova, ein leitender Manager der Banque de l'Union européenne industrielle et financière, hatte die Sendungen gehört und bot ihm eine Stelle an. Jorion arbeitete anschließend rund 18 Jahre im Finanzwesen, zunächst in Europa (Paris, London und Amsterdam) und von 1998 bis 2007 in den Vereinigten Staaten. Zu seinen Aufgaben zählten Programmiertätigkeiten für Termingeschäfte, automatisierte Handelssysteme, Verbriefungen und automatisierte Risikomanagementsysteme. Insbesondere in den USA erwarb er sich umfassende Kenntnisse zur Verbriefung von Hypotheken. Er war dort unter anderem bei IndyMac, Wells Fargo und Countrywide beschäftigt. Bei IndyMac gehörte er zu den Entwicklern der Software e-MITS (Electronic Mortgage Information and Transaction System), die für dieses Unternehmen die Bearbeitung von Anträgen zur Vergabe von Hypothekendarlehen deutlich beschleunigte. 2009, zwei Jahre nach Ende seiner Tätigkeit im amerikanischen Finanzwesen, kehrte er nach Europa zurück.

## Vorhersage der Weltfinanzkrise
Mit Ausbruch der Weltfinanzkrise, der auf Anfang August 2007 datiert wird, wurde Jorion schlagartig bekannt. Er zählte zu den wenigen Experten, die eine gravierende Krise kommen sahen. Bereits 2004/5 hatte er die Probleme der Hypothekenverbriefungen und ihre mögliche Folgen benannt. Sein Typoskript zu diesem Thema bot er 2005 mehreren Verlagen an. Lediglich die Einleitung wurde damals publiziert, vollständig erschien das entsprechende Buch (Vers la crise du capitalisme américain?) im Januar 2007. 2008 vertiefte er das Thema in zwei weiteren Büchern.

## Bücher und Aufsätze
Jorion hat sich seit den 1970er Jahren mit einer Vielzahl von Aufsätzen und Büchern zu Wort gemeldet. Die Themen dieser Publikationen sind weit gefasst und behandeln unter anderem Anthropologie, Soziologie, Erkenntnistheorie, Philosophie, Psychoanalyse, Mathematik, Künstliche Intelligenz, Fischereiwirtschaft, Geld, Preise, Finanzwirtschaft, Wirtschaftskriminalität, Anlagestrategien, Wirtschaftswissenschaftler, Transhumanismus und Posthumanismus. Es handelt sich dabei vorwiegend um wissenschaftliche Beiträge und Sachbücher, die zum Teil auch übersetzt wurden. Auch ein Comic bringt seine Sicht der Finanzwirtschaft zum Ausdruck.

## Kolumnen und Blog
Jorion betätigt sich als Kolumnist. Zu den Medien, in denen regelmäßig Beiträge erschienen, zählen Le Monde, L'Echo, Trends-Tendances, Radio France, La Quinzaine littéraire und BFM Business. Seit Februar 2007 betreibt er einen Blog. Während der Eurokrise (2010) erreichte dieser 364.000 Leser. Zeitweilig galt Jorion als „Star der Blogosphäre“. In diesem Blog gibt Jorion seiner kritischen Sicht auf das neoliberale Denken und die bestehenden Institutionen Raum.

## Positionen
In seinen entsprechenden Studien plädiert Jorion dafür, die Erkenntnisse von Klassikern der Psychoanalyse, insbesondere von Sigmund Freud und Jacques Lacan, in die Wissenschaft und Praxis der Künstlichen Intelligenz einzubringen.
Als Finanzexperte steht er der herrschenden Lehre in der Wirtschaftswissenschaft sehr kritisch gegenüber. Die Vorstellung von der Marktwirtschaft als ultimativer Form der wirtschaftlichen Entwicklung und die Idee von vollständig utilitaristisch handelnden Marktteilnehmern (→ Homo oeconomicus) hält er für absurd. Die Wirtschaftswissenschaft seit Ende des 19. Jahrhunderts ist seiner Meinung nach ein von der Geschäftswelt und den Bankern finanziertes „riesiges Indoktrinationsunternehmen“.
Er fordert ein Verbot von Finanzspekulationen, insbesondere den Ausschluss von Akteuren auf Terminmärkten, die an den gehandelten Waren kein genuines, sondern nur ein spekulatives Interesse haben, also nur auf Kursschwankungen wetten. In der schrankenlos akkumulierenden Finanzwirtschaft sieht er eine zentrale Gefahr für die Menschheit.
Die gegenwärtigen Krisen, insbesondere die ökologischen Bedrohungen, machen nach Ansicht des Anthropologen Jorion ein Überleben der Menschheit unwahrscheinlich. Technische Innovationen könnten die gefahrbringende Profitlogik des Wirtschaftssystems nicht einhegen. Die Kolonisierung fremder Planeten kollidiere mit den Anforderungen des menschlichen Körpers. Denkbar sei hingegen, dass intelligente Roboter den Menschen nachfolgten. Durch die raschen Fortschritte der Künstlichen Intelligenz könnten Maschinen entwickelt werden, die den Bedingungen einer menschenfeindlichen Umwelt standhalten.

## Gremien
Paul Jorion gehörte einer von Jacques Attali geleiteten Denkfabrik an, die 2012 ein an den französischen Staatspräsidenten adressiertes Memorandum für eine alternative Wirtschaftsordnung verfasste.
2015 war Jorion Mitglied des Haut Comité pour l’avenir du secteur financier belge (Hoher Ausschuss für die Zukunft des belgischen Finanzsektors). Diese vom belgischen Finanzminister Johan Van Overtveldt eingerichtete Expertengruppe befasste sich mit dem Finanzsektor Belgiens, der Rolle Brüssels als Finanzzentrum sowie mit Steuern und Vorschriften für den Finanzsektor. Sie legte dazu einen Bericht vor.
Jorion ist seit Anfang 2020 Mitglied zweier Kommissionen des Projekts AI4People des Atomium – European Institute for Science, Media and Democracy, einer Non-Profit-Organisation, die für Regierungen und Entscheider Analysen und Beratungsleistungen bereitstellt. Hier beschäftigt er sich mit ethischen Fragen der Künstlichen Intelligenz in den Branchen Banken, Finanzwesen und Versicherungswirtschaft.
Im November 2020 wurde Jorion in die L'Assemblée statutaire von Greenpeace Frankreich gewählt, dem zentralen Bindeglied zwischen Basis und Führung.

## Ehrungen
2018 erhielt er den Prix des Reclusiennes für sein 2009 erschienenes Buch L’argent, mode d’emploi.

## Veröffentlichungen (Auswahl)
- L’avènement de la Singularité. L’humain ébranlé par l’intelligence artificielle. Éditions Textuel, Paris 2024, ISBN 978-2-38629-000-8.
- (als Herausgeber): Humanism and its Discontents. The Rise of Transhumanism and Posthumanism. Palgrave Macmillan, London 2022, ISBN 978-3-030-67003-0.
- (zusammen mit Vincent Burnand-Galpin): Comment sauver le genre humain. Fayard, Paris 2020, ISBN 978-2-213-71684-8.
- La chute de la météorite Trump. Haute trahison, tome 2. Editions du Croquant, Vulaines-sur-Seine 2020, ISBN 978-2-36512-277-1.
- La chute de la météorite Trump. Un objet populiste mal identifié, tome 1, septembre 2015 – avril 2018. Editions du Croquant, Vulaines-sur-Seine 2019, ISBN 978-2-36512-227-6.
- Mes vacances à Morro Bay. Roman, Fayard, Paris 2019, ISBN 978-2-213-71265-9.
- Défense et illustration du genre humain. Fayard, Paris 2018, ISBN 978-2-213-70189-9.
  - (de) Im Zweifel für die Menschheit. Verteidigung einer Spezies am Abgrund. Übersetzung Christian Driesen, Zweitausendeins, Leipzig 2019, ISBN 978-3-96318-039-2.
- Se débarrasser du capitalisme est une question de survie. Fayard, Paris 2017, ISBN 978-2-213-70451-7.
- Vers un nouveau monde. La Renaissance du Livre, Waterloo 2017, ISBN 978-2-507-05525-7.
- À quoi bon penser à l’heure du grand collapse? Fayard Paris 2017, ISBN 978-2-213-70551-4.
  - (de) Nur Mut! Kritisches Denken im Angesicht der Katastrophe. Übersetzung Christian Driesen, Zweitausendeins, Leipzig 2019, ISBN 978-3-96318-040-8.
- Le dernier qui s'en va éteint la lumière. Fayard, Paris 2016, ISBN 978-2-213-69903-5.
  - (de) Der Letzte macht das Licht aus. Ein Essay über die Auslöschung der menschlichen Spezies. Übersetzung Christian Driesen, Zweitausendeins, Leipzig 2018, ISBN 978-3-96318-020-0.
  - (zh) 最后走的人关灯：论人类的灭绝, Übersetzung Yan Jianye u. a., China Renmin University Press, Peking 2023, ISBN 978-7-300-31193-7.
- Penser tout haut l'économie avec Keynes. Odile Jacob, Paris 2015, ISBN 978-2-7381-3089-1.
- (zusammen mit Bruno Colmant): Penser L’économie autrement. Conversations avec Marc Lambrechts. Fayard, Paris 2014, ISBN 978-2-8185-0516-8.
- Comprendre les temps qui sont les nôtres. 2007–2013. Odile Jacob, Paris 2014, ISBN 978-2-7381-3089-1.
- (zusammen mit Grégory Maklès): La survie de l’espèce. Futuropolis, Paris 2012, ISBN 978-2-7548-0725-8.
  - (de) Das Überleben der Spezies. Eine kritische, aber nicht ganz hoffnungslose Betrachtung des Kapitalismus. Übersetzung Marcel Le Comte, Egmont Graphic Novel, Köln 2014, ISBN 978-3-7704-5509-6.
- Misère de la pensée économique. Fayard, Paris 2012, ISBN 978-2-08-134731-1.
- Why Stewardship of Finance?. Intersentia, Cambridge 2012, ISBN 978-1-78068-122-1
- La Guerre civile numérique. Conversation avec Régis Meyran. Textuel, Paris 2011, ISBN 978-2-84597-420-3.
- Le capitalisme à l’agonie. Fayard, Paris 2011, ISBN 978-2-213-65488-1.
- Le prix. Édition du Croquant, Bellecombe-en-Bauges 2010, ISBN 978-2-914968-76-8.
- Comment la vérité et la réalité furent inventées. Gallimard, Paris 2009, ISBN 978-2-07-012600-2.
  - Die Erfindung von Wahrheit und Wirklichkeit. Übersetzung Christian Driesen, Turia + Kant, Wien 2021, ISBN 978-3-85132-995-7.
- L’argent, mode d’emploi. Fayard, Paris 2009, ISBN 978-2-213-64404-2.
- La crise. Des subprimes au séisme financier planétaire. Fayard, Paris 2008, ISBN 978-2-213-63860-7.
- L'implosion, la finance contre l'économie. Ce que révèle et annonce «la crise des subprimes». Fayard, Paris 2008, ISBN 978-2-213-63741-9.
- Vers la crise du capitalisme américain? La Découverte, Paris 2007, ISBN 978-2-7071-5092-9.
- Investing in a Post-Enron World. McGraw-Hill, New York u. a. 2003, ISBN 0-07-140938-6.
- Principes des systèmes intelligents. Masson, Paris, Milan, Barcelone 1990, ISBN 2-225-81938-6.
- (zusammen mit Geneviève Delbos): La transmission des savoirs. Édition de la Maison des sciences de l'homme, Paris 1984, ISBN 2-7351-0113-4.
- Les Pêcheurs d’Houat. Anthropologie économique, Hermann, Paris 1983.
- Quelques considérations relatives au phénomène «provo». Amsterdam 1965–1967, Amsterdam/Brüssel, 1968–1969.